# 阿耶洛德鲁加特
阿耶洛德鲁加特（西班牙語：Ayelo de Rugat）是西班牙巴伦西亚自治区巴伦西亚省的一个市镇。总面积8平方公里，总人口197人（2001年），人口密度25人/平方公里。